# Bill Millin

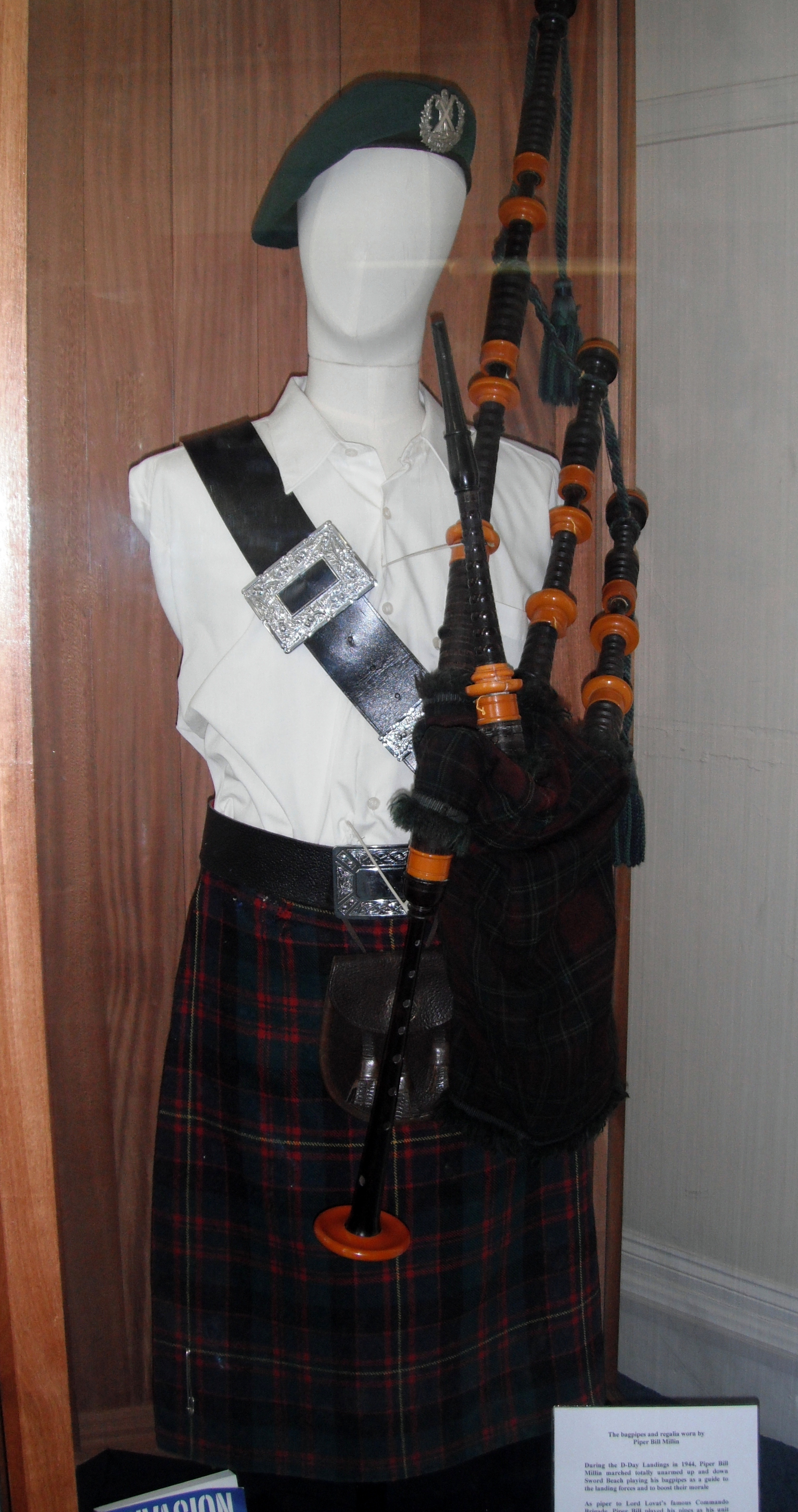
Duda i stój Millina w Dawlish Museum

William „Bill” Millin (ur. 14 lipca 1922 w Regina, zm. 17 sierpnia 2010 w Torbay) – znany jako Piper Bill, był osobistym dudziarzem brytyjskiego komandora Simona Frasera, uczestniczył w lądowaniu w Normandii.

## Wczesne lata
Urodził się 14 lipca 1922 roku w kanadyjskim mieście Regina. Jego ojciec był z pochodzenia Szkotem. W wieku trzech lat Bill Millin wyjechał wraz ze swoim ojcem do Glasgow. Bill rozpoczął naukę w szkole, a potem dołączył do armii terytorialnej w Fort William. Grał na dudach w wojskowym zespole. Millin został komandosem w 1941 roku. W jego treningach uczestniczyli Polacy, Holendrzy, Norwegowie, Czechosłowacy, Belgowie oraz Francuzi.

## Lądowanie w Normandii
Przed lądowaniem w Normandii Bill Millin spotkał, wywodzącego się z lordowskiej rodziny, komandora Simona Frasera. Tradycyjnie wojskom szkockim oraz irlandzkim towarzyszyli w czasie walki grający dudziarze. Po wybuchu II wojny światowej Angielskie Biuro Wojenne zakazało grania na dudach w czasie walk. Simon Fraser nie zastosował się do nałożonego zakazu i postanowił, że Bill Millin będzie grał na dudach podczas lądowania w Normandii. Dudziarz ubrany był w kilt swojego ojca, który grał na dudach podczas I wojny światowej. W czasie walki Bill Millin szedł w towarzystwie innych żołnierzy i grał na dudach. Jedyną bronią Millina był nożyk Sgian-Dubh, który był tradycyjnym elementem stroju szkockich górali. Piper Bill oraz Simon Fraser przeżyli walkę. Niemieccy snajperzy schwytani do niewoli twierdzili, że nie strzelali do dudziarza, ponieważ uznali go za nieszkodliwego szaleńca.

## Późniejsze lata
Po lądowaniu w Normandii Bill Millin brał udział w walkach w Holandii oraz w Niemczech. Po zakończeniu II wojny światowej Millin dołączył do objazdowego teatru, gdzie grał na dudach m.in. w Londynie i Belfaście. W latach 50. mężczyzna przeszedł szkolenie w Glasgow i został pielęgniarzem pracującym z osobami chorymi psychicznie. W 1963 roku Bill Millin przeniósł się do Devon, gdzie pracował w szpitalu do 1988 roku. Na spotkaniach organizowanych przez armię Piper Bill występował w roli dudziarza. Odwiedził również Amerykę, gdzie opowiadał o swoich doświadczeniach z czasów II wojny światowej. Regularnie brał udział w uroczystościach upamiętniających lądowanie w Normandii. Dudziarz podarował swoje słynne dudy do Pegasus Memorial Museum w Ranville, a Francja przyznała mu Legię Honorową. W 2006 roku piosenkarka z Devon, Sheelagh Allen, napisała piosenkę o Piper Billu pr. The Highland Piper. William Millin zmarł 17 sierpnia 2010 roku w Torbay.